# Природонаучен музей (Белград)
Музеят по естествена история или накратко Природонаучен музей в Белград (на сръбски: Природњачки музеј / Prirodnjački muzej) е музей, разположен в Белград, Сърбия.
Основан на 19 декамври 1895 г., той е най-старият специализиран научен институт по природни науки, разположен в Сърбия. Днес музеят разполага с около 900 000 експоната, налични във фонда му. Колекцията съдържа минерали, скали от различни видове, палеонтологична, зоологична и ботаническа колекция. Редовно издава списанието „Гласник“ („Glasnik“), в което се публикуват новости от областта на природните науки в Сърбия и по света. Музеят разполага и с библиотека, основана през 1903 г., с около 20 000 тома и други материали.

## История
Природонаучният музей е основан на 19 декември 1895 г. като „естествен музей“ (Jestastvenički muzej) и отворен за посетители през 1904 г. Музеят е основан под ръководството на Любомир Ковачевич, министър на образованието и религиите. През годините музеят променя на няколко пъти името си: „Музей на сръбската земя“ (което първата промяна), така през 1945 г. е бил преименуван на „Музей по естествена история на сръбската земя“. През 1958 г., получава и окончателното си наименование, което носи и до днес „Природонаучен музей“ (Белград).
- Череп на праисторически носорог, населявал територията на Сърбия.
- Бивници на степен мамут
- Бедрена кост на степен мамут
- Череп и гръбначни прешлени на Megaloceros giganteus